# Хрусталь (фильм)
«Хрусталь» (англ. Crystal Swan) — драматический комедийный фильм режиссёра Дарьи Жук совместного производства Беларуси, Германии, США и России 2018 года.
Фильм по сценарию Хельги Ландауэр при участии Дарьи Жук рассказывает о минской девушке Веле, которая приезжает в посёлок к незнакомым людям, чтобы с их помощью добиться получения визы в США.
Главные роли играют Алина Насибуллина, Иван Мулин, Юрий Борисов, Светлана Аникей и Илья Капанец.
Премьера «Хрусталя» состоялась 1 июля 2018 года на Международном кинофестивале в Карловых Варах.
В течение 2018 года картина участвовала ещё в нескольких европейских и североамериканских фестивалях, в том числе выиграла гран-при Одесского международного кинофестиваля и приз молодёжного жюри фестиваля в Корке.
В прокат «Хрусталь» вышел 30 августа 2018 года в Беларуси и 13 декабря 2018 года в России.
В октябре 2018 года белорусский оскаровский комитет принял решение о выдвижении «Хрусталя» на американскую кинопремию «Оскар» в номинации «Лучший фильм на иностранном языке». В предыдущий раз Беларусь представляла фильм на «Оскар» 22 года назад. «Хрусталь» не попал в длинный список претендентов на премию.

## Сюжет
Сюжет «Хрусталя» разворачивается в середине 90-х, так как это время, которое я хорошо знаю из личного опыта. Мой протагонист Веля – диджей, мечтающая поехать в Чикаго, чтобы посетить колыбельную хауса. Мы встречаем ее в одной из этих очередей в посольство. Она молода и полна иллюзий, она всё еще чувствует себя центром своего мира. Она — архетип американца, застрявшего в постсоветском беспорядке. Свобода, которую она ищет, недоступна, и в той реальности, в которой она живет, индивидуализм не всегда побеждает. Каждый шаг ее приключения постоянно бросает вызов ее убеждениям и подходу к жизни.режиссер Дарья Жук
1996 год, Минск, постсоветская Беларусь. Молодая девушка-диджей Эвелина (Веля), имеющая диплом юриста, мечтает улететь в Чикаго, где зародился её любимый музыкальный стиль — хаус. В очереди в посольство США девушка узнаёт, что может не получить визу из-за отсутствия справки с места работы. Тогда она решает купить «липовую» справку о трудоустройстве менеджером на заводе, изготавливающим изделия из хрусталя. В справке девушка указывает неверный номер. Опасаясь, что работники посольства позвонят по указанному номеру для уточнения подлинности информации, данной в анкете, Веля отправляется в заводской поселок Хрустальный, чтобы отыскать хозяев телефонного номера и уговорить их подтвердить данные её анкеты.
Героиня находит адрес людей, которым принадлежит указанный ею номер телефона. Придя по адресу, она обнаруживает, что у хозяев квартиры намечается свадебное торжество — сын Степан, недавно вернувшийся из армии, собирается жениться. Мама Степана с подозрением относится к Велиной просьбе подождать у телефона звонка из посольства и выгоняет её из квартиры. Но девушке удается добиться её расположения, и Веля остаётся в квартире ждать звонка. Вскоре выясняется, что телефон не работает, хозяева не оплатили телефонную связь. Веля отдает свои последние деньги, чтобы оплатить связь. Степан устраивает Велю на ночлег в местную гостиницу. Утром она возвращается в квартиру семьи Степана, дежурит у телефона и помогает женщинам в приготовлениях к свадьбе — нарезает салаты и раскладывает в хрустальные вазочки. Вечером Степан провожает Велю в гостиницу. Девушка ложится на кровать, Степан спрашивает: «Разденешься, может, раз легла?». В комнату входит невеста Степана — Вика. Степан её уводит, после чего Вика устраивает будущему мужу сцену ревности.
На озере отец и брат Степана «глушат» рыбу. В этот момент приезжает милиция и увозит их в отделение. Вспомнив, что у Вели юридическое образование, мать Степана просит её помочь освободить её мужа и сына. Веля уговаривает капитана милиции отпустить задержанных. На улице уже рассветает, Веля стучится к сторожу гостиницы, но тот спит и не слышит стука. Степан предлагает девушке переночевать у них. Веля ложится спать в комнате Степана, парень начинает к ней приставать и далее насилует девушку.
В тот же день семья справляет свадьбу во дворе дома. Веля сидит у телефона и наблюдает за происходящим из окна. Младший брат Степана — Костя — подходит к ней и говорит, что слышал всё, что происходило утром. Веля объясняет ему, что это было против её желания. Костя напивается, его тошнит и Веля отводит его в туалет. К ним приходит его мать и говорит Веле, что ей звонят. Она бежит к телефону и видит, что Вика говорит в трубку: «Да, есть у нас такая шлюшка, она тут такое делает, вам в Америке очень понравится». Веля пытается к ней подойти, но спотыкается о чью-то подножку. К ней подходит Степан и пытается всучить ей деньги со словами, что любой труд должен быть оплачен. Костя заступается за главную героиню, братья дерутся, начинается общая потасовка. Женщины разнимают дерущихся, все выпивают, молодожены целуются.
Веля и Костя на автобусе уезжают из Хрустального, по приезде в Минск девушка обращает внимание на протестную манифестацию, приуроченную к 10-летию аварии на ЧАЭС.

## В ролях
- Алина Насибуллина — Веля, диджей из Минска и поклонница хауса, которая стремится уехать в США. Веле приданы черты юношеского максимализма: она ярко одевается («яркое пятно в сером Минске», отмечает режиссёр фильма Дарья Жук[3]), а в некоторых сценах носит синий парик[4], и утверждает, что «в этой стране никогда ничего не изменится»[5]. Жук рассказывала, что видела героиню «харизматичной, достаточно безумной, чтобы поехать в эту дыру»[6]. Образ Вели и большинство событий, происходящих с ней в фильме, основаны на эпизодах из жизни разных подруг Жук[3]. Насибуллина, художница и выпускница «Мастерской Брусникина», получила роль после долгого кастинга, уже на стадии предпроизводства фильма[7]. По её словам, в ней увидели «искренность, честность по отношению к себе»[8].
- Иван Мулин — Степан, житель поселка Хрустальный, вернувшийся из армии и готовящийся сыграть свадьбу. Героя «опустили» на службе: об этом говорит эпизод, где татуировщик сводит с его ягодицы татуировку «сука»[3]. Для Мулина эта роль стала первой значимой в полнометражном кино. Степан говорит с сильным белорусским говором, на подобии трасянки: Мулин добился этого при поддержке Жук, а также слушая белорусскую речь в Москве и Белоруссии[9].
- Юрий Борисов — Алик, диджей из Минска и друг Вели. В ходе фильма он предлагает матери Вели «сексуальную помощь», а затем селится у неё[10]. Персонаж составлен из нескольких минских знакомых Жук. Борисова заинтересовала возможность сыграть героя с наркотической зависимостью, и он произвёл на Жук сильное впечатление в первый день съёмок: чтобы вжиться в образ, он проколол ноздрю и использовал глазные капли[11].
- Светлана Аникей — мать Вели, работающая экскурсоводом в минском музее Великой Отечественной войны. Не замужем, увлечена йогой. Она недовольна поведением Вели, без спросу берущей у неё деньги и вещи, не поддерживает мечту дочери о США и считает, что «жить надо на родине». По мнению проекта «КультКино», это символизирует отношения главной героини и Белоруссии как Родины-матери, «требовательной, непонимающей, но в целом любящей»[12].
- Илья Капанец — Костя, младший брат Степана, школьник.
- Людмила Разумова — Аля, мать Степана. До распада СССР Аля была ударником труда, на производстве частично потеряла слух.
- Вячеслав Шкалидо — Михалыч, отец Степана.
- Анастасия Гарви — Вика, невеста Степана.
- Наталья Онищенко — Анжела, мать Вики.
- Хаски — татуировщик в Хрустальном. Жук искала на эту роль человека с внешностью приезжего, который не распространит по посёлку секрет сводимой татуировки. По случайности в это время Хаски приехал в Минск к Насибуллиной, с которой они познакомились за несколько месяцев до съёмок (и которую снял в своём режиссёрском дебюте — короткометражном фильме «Психотроника»[8]), и его пригласили сыграть в фильме[11]. После съёмок Хаски и Насибуллина поженились[6]. Для украинского проката сцену с Хаски пришлось вырезать из фильма из-за его участия в конфликте на востоке Украины[6], а в российский прокат он вышел в декабре 2018 года на фоне отмены концертов рэпера, его ареста и освобождения[8].
- Анатолий Голуб — следователь в отделении милиции Хрустального.
- Артём Курень — друг Степана.
- Гай Кимбало — сотрудник посольства США в Минске. Кимбало — муж Жук и соавтор сценария её короткометражной картины «Настоящая американка»[13].

## Создание

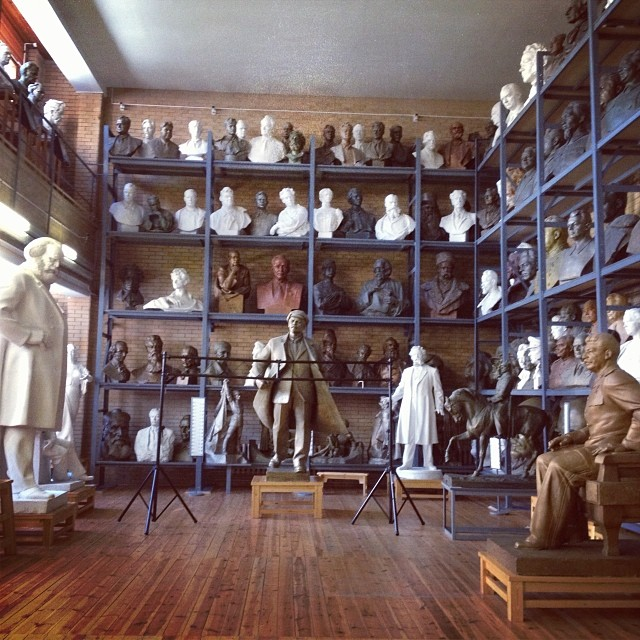
Для сцен дискотек с диджеями использовались помещения мемориального музея-мастерской З. И. Азгура с памятниками и бюстами советского времени

Режиссёр фильма Дарья Жук родилась в Минске и в 16 лет уехала в США, где закончила два университета: Гарвардский и Колумбийский. В студенческие времена она подрабатывала диджеем: по её словам, танцевальная музыка была для неё «олицетворением свободы». Эмиграция из стран бывшего СССР в США и связанная с ней свобода затрагиваются и в предыдущей работе Жук, короткометражном фильме «Настоящая американка», и в «Хрустале» — дебютной полнометражной картине режиссёра. По её словам, «Настоящая американка» носит более автобиографичный характер.
В основе сценария лежит реальная история, которую режиссёру рассказала подруга. Жук хотела экранизировать историю, ещё когда начинала учиться в киношколе в США, а позже поделилась ею со сценаристкой Хельгой Ландауэр, выпускницей ВГИК, тоже эмигрировавшей в США.
Она приехала ко мне в гости, когда я жила еще в Калифорнии, и рассказала мне такую ситуацию, которая произошла с ее подругой. О том, что она дала какую-то липовую справку в американское посольство, в которой был номер телефона, и, когда выяснилось, что по этому номеру телефона будут звонить, то ей пришлось какое-то время провести в чужой квартире, ожидая этого звонка.сценарист Хельга Ландауэр
Сценарий «Хрусталя» режиссёр отправила на киностудию «Беларусьфильм», где он пролежал полтора года. В ожидании ответа Жук занялась поиском бюджета самостоятельно, на что у неё ушло почти 4 года. Съёмки начались, когда удалось собрать 50-60 % от нужной суммы. «Хрусталь» финансировался компаниями и фондами из четырёх стран: Беларуси, США, Германии и России. Например, от Германии выделила средства земля Гессен, а от США — совет по искусству штата Нью-Йорк и компания «Vice Films», созданная журналом Vice. На последних этапах производства «Беларусьфильм» предоставил реквизит и оборудование в обмен на процент от прибыли.
При создании картины Жук вдохновлялась первым фильмом Сьюзен Зейделман «Осколки» о девушке, которая отправляется из Нью-Джерси в Нью-Йорк, чтобы прославиться в субкультуре панк-рока, а также «Идой» Павла Павликовского, ранними фильмами Джима Джармуша и Киры Муратовой. В творчестве последней используется соотношение сторон экрана 1,33:1 (4:3) — стандарт кинематографа того времени, который намеренно повторён в «Хрустале».
Съемки картины проходили в Республике Беларусь. Мартовские съёмки в Минске проходили в дни массовых акций протеста. Сцены из поселка Хрустальный снимались в Борисове, где и находится хрустальный завод, а в кадрах из заводских цехов снялись реальные работницы этого завода. Для сцен дискотек использовались помещения мемориального музея-мастерской З. И. Азгура с памятниками и бюстами советского времени. Одежду и реквизит для съёмок искали в секонд-хендах, у друзей съемочной команды.

## Номинации и награды

### Номинации
- 2018 — Международный кинофестиваль в Карловых Варах (Чехия) — фильм открытия конкурса «К Востоку от Запада»
- 2018 — Кинофестиваль в Корке (Ирландия) — номинация на приз зрительских симпатий
- 2018 — Международный кинофестиваль в Бергене (Норвегия) — номинация в категории «Cinema Extraordinaire»
- 2018 — Миланский кинофестиваль (Италия) — номинация в категории «Лучший игровой фильм»
- 2019 — Премия Гильдии киноведов и кинокритиков России «Белый слон» (Россия) — номинации в категории «Лучший дебют»

### Награды
- 2018 — IX Одесский Международный кинофестиваль (Украина) — Гран-при «Золотой Дюк»
- 2018 — XXVI Фестиваль российского кино «Окно в Европу» (Россия) — главный приз конкурса «Копродукция. Окно в мир»
- 2018 — Кинофестиваль в Корке (Ирландия) — Премия молодёжного жюри за лучшую режиссуру
- 2018 — Алматинский кинофестиваль (Казахстан) — Гран-при
- 2018 — XVI Международный кинофестиваль стран АТР «Меридианы Тихого» во Владивостоке (Россия) — приз зрительских симпатий
- 2018 — Тбилисский международный кинофестиваль (Грузия) — главный приз «Золотой Прометей» за «лучший игровой фильм»

## Отзывы и критика
Западная критика оценила дебютную картину белорусского режиссёра весьма благосклонно. Положительные рецензии о «Хрустале» написали Variety, Hollywood Reporter, Screen International, indieWire, The Playlist, The Skinny и др.
Российская пресса также в целом хорошо отзывалась о фильме. Антон Долин в рецензии для Медузы написал: «В „Хрустале“, однако, есть моментально опознаваемое качество цельного, энергичного и художественно оправданного высказывания, которое невозможно игнорировать. Им дышит не только сама картина, но даже её трейлер».
В рецензии для «Афиши» кинокритик Станислав Зельвенский отметил: «Эта принципиально маленькая история, втиснутая в кадр 4:3, затеяна вокруг прозрачной и хрупкой метафоры, но за ней видна железная воля, с которой можно далеко уйти хоть в чикагском хаусе, хоть в кино». А Константин Шавловский в «Коммерсантъ Weekend» назвал «Хрусталь» лучшим русскоязычным дебютом года. Однако Андрей Писков написал в «Time Out»: «К сожалению, успешное попадание в дух времени, обеспечившее ленте повсеместные восторги, в пространстве самого фильма оборачивается дешёвым, порой непростительным популизмом, напрочь перекрывающим прочие стилевые удачи картины».
Белорусская писательница, музыкальный критик Татьяна Замировская отметила, что в фильме «Хрусталь» режиссёр деликатно, точно и отстранённо говорит о «травме взросления нашего поколения» — «отстранённость, пожалуй, главная эмоция „Хрусталя“». По мнению рецензентки, «все персонажи беззлобные и потерянные, и немного ненатуральные, и все врут, и всех жалко». Татьяна Замировская заметила в фильме параллели с «Леди Бёрд» Греты Гервиг (2017), а также «тихие референсы к Муратовой, Джармушу или раннему Кустурице», и сделала вывод о том, что Дарья Жук «смогла снять хороший, точный и честный белорусский фильм». В то же время политолог Вольф Рубинчик, рассуждая о динамичности фильма «Хрусталь» и правдоподобности ряда деталей, написал о нестыковках в показе некоторых белорусских реалий 1990-х годов (в чём с ним соглашается историк Юрий Глушаков), а также об идеологической ангажированности кинопроизведения. Споря с Татьяной Замировской, акцентирующей «западное, глобальное образование» Дарьи Жук, которая «не росла на русском кино», Вольф Рубинчик утверждает, что «отсылки к „перестроечному“ и постсоветскому российскому кино то и дело светятся сквозь „Хрусталь“», и характеризует фильм как «злую сказку».

## Комментарии
1. ↑  Вымышленный населённый пункт. Прототип — Борисов с его хрустальным заводом